# Sagesse Babélé
Sagesse Babélé (Kongó, 1993. február 23. –)  kongói válogatott labdarúgó, a CA Léopards játékosa.
A kongói válogatott tagjaként részt vesz a 2015-ös afrikai nemzetek kupáján.